# 1959년 태풍
이 문서에서는 1959년에 발생하는 태풍들의 활동에 대해 기록하고 있다. 1959년에 발생한 태풍은 총 23개로, 이는 1981년 ~ 2010년 평균 발생 개수인 25.6개보다 적은 편이다. 대한민국에 큰 피해를 입힌 태풍 사라, 일본에 큰 피해를 입힌 태풍 베라, 대만에 큰 피해를 입힌 태풍 조앤이 모두 이 해에 일어났다.

## 활동한 태풍

### 제9호 태풍 조앤
1959년에서 가장 강한 태풍이며, 대만에 큰 피해를 입혔다.

### 제13호 태풍 패시
중태평양에서 발생해 북서태평양으로 넘어왔으며 얼마 지나지 않아 다시 중태평양으로 넘어가 소멸하였다.

### 제14호 태풍 사라(제명)
한반도에 1억 200만달러(현재한화로 6조6620억원)와 사상자 800명의 피해를 입혔다

### 제15호 태풍 베라
일본에 5000여명의 사망자를 냈다.